# Laxskivling
Laxskivling (Laccaria laccata) är en svampart i ordningen skivlingar som tillhör familjen Tricholomataceae. Den växer i både barrskogar och lövskogar. 
Fruktkroppen uppträder under sommaren och hösten, från juli till november. Hatten blir 2–5 centimeter bred och är rosabrun eller något köttrödaktig. Dess form är välv till utbredd. Unga exemplar har en mer välvd hatt än äldre exemplar som har en mer utbredd hatt. Ovansidan av hatten är matt och kan vara lite småfjällig och ofta har hatten en strimmig kant. 
Svampens skivor är glest sittande och vidfästade. Färgen på skivorna är laxrosa och det är efter detta som svampen är namngiven. Foten är rosabrun i färgen och blir omkring 3–8 centimeter hög med en diameter på 4–8 millimeter. Dess smak och doft är båda milda.